# Клан Біссетт

Герб вождів клану Біссетт.

Клан Біссетт (шотл. — Clan Bissett, Bisey, Byset, Bisset, Bissert) — один з рівнинних кланів Шотландії. Клан володів також землями в гірській частині Шотландії — в Гайленді. На сьогодні клан не має визнаного герольдами Шотландії вождя, тому називається «кланом зброєносців». Крім того клан Біссетт часто розглядається як септа клану Фрейзер Ловат.
Гасло клану: Abscissa Virescit — Знищене знову виросте (лат.)
Ворожі клани: графи Атолл

## Історія клану Біссетт
Вважається, що клан Біссетт норманського походження. Засновник клану Біссетт — лицар Бісей чи Бісет прибув в Шотландію разом з Вільямом Левом, коли той повертався з англійського полону. Лицарі Біссетти жили в Нотінгемширі та Дербіширі в Англії. Але потім пішли на службу до короля Шотландії і отримали землі в Мореї (Шотландія). Сила і вплив Біссеттів зростала, вони згадуються у королівських грамотах XIII та XIV століття. У грамоті короля Шотландії Олександра III щодо абатства Пейслі згадується Томас де Біссет.
Проте ріст сили, слави і впливу клану Біссетт був затьмарений ворожнечею з графом Атолл. У 1242 році в Шотландії відбувся лицарський турнір в Хаддінгтоні. На цьому турнірі лицар Волтер Біссетт — лорд Абойн був переможений молодим графом Атолл (можливо, Патріком Атолл). У пориві гніву Волтер Біссетт вбив графа Атолл коли він спав, а потім підпалив будинок, щоб замести сліди злочину. Потім Волтер Біссет і його племінник Джон втекли до Ірландії, а потім в Англію. Втікачів переслідували. Пізніше сину графа Атолл було даровано помилування за вбивство людей клану Біссетт в Ірландії.
Авакум Біссетт був адвокатом, судовим клерком і присяжним під час правління короля Шотландії Якова IV.
Основна гілка клану — Біссетт Лессендрам нині є найдавнішою родиною в Абердінширі.

## Барони Біссетт Лессендрам
Барони Біссетт Лессендрам отримали свій титул і землі у 1252 році. Клан Біссетт збудував на цих землях замок, що був перебудований у 1470 році. Потім у 1816—1836 роках була здійснена реконструкція цього замку архітектором Арчибальдом Сіпсоном. У 1928 році замок був зруйнований в результаті сильної пожежі. Руїни замку нині поросли деревами і прийшли в повний занепад.

## Барони Біссетт Айрд
Баронство Айрд (гельск. — An Àird — «Високе місце») є частиною графства Інвернесс, на південь від річки Боулі, на північ від озера Лох-Несс. Баронам Айрд належали села Кіркхілл (гельк. — Kirkhill), Кілтарліті (гельск. — Kiltarlity), Лентран (гельск. — Lentran), Інчмор (шотл. — Inchmore). Ці землі історично належали клану Фрейзер та були під контролем замку Боффорт. Першим лордом Айрду був Ян Мак Еойн Нан Гленн (гельск. — Iain Mac Eoin Nan Gleann) або як ще його називали Джон Біссетт Гленн. На території баронства Айрд відбулась велика битва на початку XI століття між королем Шотландії Малкольмом і королем вікінгів Торфінном. У XV столітті тут відбулась битва під час війни кланів у Шотландії, в якій зазнав поразки ватажок Дональд Баллок. На території баронства є численні кургани, де поховані воїни, що загинули у цих битвах.
До клану Біссет мають безпосереднє відношення:
- Лорди Ловат
- Віконти Абойн
- Лорди Глен
- Барони Мак Еойн Біссетт
- Лорди Рахлін

## Замки клану Біссетт
- Замок Абойн (шотл. — Aboyne Castle) — на північ від міста Абойн в Абердинширі, збудований у XVII столітті, деякий час був резиденцією вождів клану Біссетт.
- Замок Мерікалтер (шотл. — Maryculter Castle) — в 7 милях на північний захід від Абердіна, належав Вальтеру Біссетту Абойну, збудований орденом тамплієрів у 1225 році.
- Червоний Замок на Чорному Острові — був власністю клану Біссетт у XII столітті. Потім належав клану Фрейзер Ловат, потім клану Макензі.
- Замок Бофорт або Боулі (шотл. — Beaufort Castle) — спочатку належав клану Біссетт, але був втрачений кланом в результаті шлюбу спадкоємиці з вождем клану Фрейзер Ловат у XIII столітті.
- Замок Кілравок (шотл. — Kilravock Castle) — у 6 милях на захід від Наїрна (шотл. — Nairn), належав спочатку клану Біссетт, але потім перейшов у власність клану Роуз в XIII столітті.
- Замок Лессендрам (шотл. — Lessendrum Castle) — у 3 милях на північний схід від Хантлі, був резиденцією вождів найсильнішої септи клану — Біссетт Лессендрам.
- Замок Гленарм (шотл. — Glenarm Castle) — розташований в Гленармі (Ірландія, Ольстер).
- Замок Червоної Затоки Гленаріфф (ірл. — Glenariff Castle) — розташований в Ірландії, в Ольстері.